# Мъри Хед
Мъри Сийфилд Сейнт-Джордж Хед (Murray Seafield Saint-George Head, роден на 5 март 1946 г. в Лондон) е британски актьор и певец.
Става световноизвестен с участието си над оригиналната студийна версия на рок-операта от Андрю Лойд Уебър и Тим Райс „Исус Христос суперзвезда“, в която изпълнява партията на Юда Искариотски.
През октомври 1984 г. неговия сингъл „Една нощ в Банкок“ (One Night in Bangkok) тотално разбива световните класации.